# Rade Grmuša
Rade Grmuša, hrvaški general, * 22. marec 1907, † 24. november 1975.

## Življenjepis
Leta 1941 je vstopil v NOVJ in KPJ. Med vojno je bil poveljnik več enot.
Po vojni je končal VVA JLA in bil poveljnik brigade, načelnik štaba divizije, načelnik vojnega okrožja, načelnik štaba vojnega področja,...
Umrl je leta 1975 in bil pokopan v grobnici narodnih herojev na pokopališču Mirogoj v Zagrebu.

## Odlikovanja
- Red narodnega heroja
- Red zaslug za ljudstvo
- Red partizanske zvezde